# 宝塚郵便局
宝塚郵便局（たからづかゆうびんきょく）は、兵庫県宝塚市にある郵便局。民営化前の分類では集配普通郵便局であった。

## 概要
住所：〒665-8799 兵庫県宝塚市小浜3-1-20
2007年（平成19年）9月11日から、宝塚郵便局の「塚」は、正式には点のついた「」を用いる。

### 併設施設
- ゆうちょ銀行宝塚店（大阪支店宝塚出張所）：取扱店番号431830

## 沿革
- 1908年（明治41年）2月16日 - 宝塚郵便局（三等）として開設[1]。
- 1955年（昭和30年）11月1日 - 山本郵便局から集配業務を移管[2]。
- 1971年（昭和46年）11月8日 - 宝塚市武庫川町から同市川面に移転するとともに、和文電報受付事務および電話通話事務の取扱を開始。
- 1997年（平成9年）6月23日 - 外国通貨の両替および旅行小切手の売買に関する業務取扱を開始。
- 1999年（平成11年）7月19日 - 宝塚市旭町二丁目4-15から同市小浜三丁目1-20に移転。
- 2006年（平成18年）9月25日 - 塩瀬郵便局（〒669-1199→〒669-1102）から集配業務を移管[3]。
- 2007年（平成19年）9月11日 - 点のない「塚」の表記を点のある「」に変更。
- 2007年（平成19年）10月1日 - 民営化に伴い、併設された郵便事業宝塚支店、ゆうちょ銀行宝塚店に一部業務を移管。
- 2012年（平成24年）9月1日 - ゆうゆう窓口の営業時間を24時間から8:00-21:00に変更。
- 2012年（平成24年）10月1日 - 日本郵便株式会社発足に伴い、郵便事業宝塚支店を宝塚郵便局に統合。

## 取扱内容

### 宝塚郵便局
- 郵便、印紙、ゆうパック、内容証明
- 生命保険、バイク自賠責保険、自動車保険
- 地方公共団体事務（兵庫県住宅再建共済基金利用申込取次）
- 宝塚市の一部、川西市（満願寺町）（〒665-00xx、〒665-08xx、〒665-85xx、〒665-86xx、〒665-87xxの区域）、西宮市の一部、神戸市北区（道場町生野1172番地）（〒669-11xxの区域）の集配業務
- ゆうゆう窓口

### ゆうちょ銀行宝塚店
- 貯金、貸付、為替、振替、振込、国際送金、外貨両替、トラベラーズチェック、国債、投資信託、変額年金保険、スルガ銀行の個人ローンの申込
- ATM

## 周辺
- 宝塚市役所
- 宝塚市立スポーツセンター
- 宝塚市立宝塚中学校

## アクセス
- 阪急今津線 逆瀬川駅（東口）から徒歩約20分
- 阪急バス（72系統・75系統・76系統・77系統・78系統・79系統・82系統・83系統） 市立スポーツセンター前停留所下車
- 阪神バス（杭瀬宝塚線・尼崎宝塚線） 小浜停留所下車
- 中国自動車道 宝塚ICからすぐ
- 駐車場あり：13台